# Franziskanerinnen von Maria Stern
Die Kongregation der Franziskanerinnen von Maria Stern ist eine katholische Ordensgemeinschaft, die 1258 in Augsburg gegründet wurde. Hier ist sie immer noch mit ihrem Mutterhaus ansässig, unterhält verschiedene Tochtergründungen, und die Mitglieder der Kongregation, genannt Sternschwestern oder Sternfrauen, arbeiten in der Pastoral, der Kranken- und der Altenpflege.

## Geschichte
1258 begannen der Überlieferung nach zwei Augsburger Bürgertöchter mit ihrer verwitweten Mutter und mehreren anderen jungen Frauen im „Haus zum Stern“ ein Leben in einer religiösen Gemeinschaft. Seelsorgerlich betreut wurden sie von den Franziskanern des gegenüberliegenden Klosters, das 1222 gegründet worden war. 1289 nahmen die Schwestern die Regel des Dritten Ordens des heiligen Franziskus an. In der Reformationszeit wurde Augsburg evangelisch, die Schwestern blieben jedoch dem katholischen Glauben treu, durften aber keine Novizinnen mehr aufnehmen. Nur vier von ihnen waren übrig, als dieses Gesetz wieder aufgehoben wurde. Im Dreißigjährigen Krieg litten die Schwestern große Not. Sie weihten ihr Kloster in dieser Zeit der Gottesmutter und nannten ihr Haus Maria Stern.
1803 wurde das Kloster durch die Säkularisation enteignet. Den Schwestern wurde eine kleine Rente zugestanden, sie blieben gegen Miete in ihrem Kloster und durften wiederum keine Novizinnen aufnehmen. Sechs alte Schwestern gab es noch, als Ludwig I. von Bayern 1828 das Klosterleben wieder erlaubte, unter der Bedingung, dass die Schwestern den Schulunterricht für die Mädchen der Stadt übernahmen. Dazu musste die strenge Klausur des Klosters aufgegeben werden. Schon einen Monat nach der offiziellen Bestätigung nahm der Konvent wieder Novizinnen auf und ließ sie als Lehrerinnen ausbilden. In den nächsten zwanzig Jahren hatte die Kongregation sehr viel Nachwuchs, sodass neben dem Unterricht in Volks- und Handarbeitsschulen auch weitere caritative und soziale Aufgaben angenommen wurden. Seit 1855 wurden mehrere Tochterklöster in Bayern gegründet. Nachdem in der Zeit des Nationalsozialismus die Schwestern nicht mehr unterrichten durften und ihre Schulen geschlossen wurden, übernahmen sie in Brasilien missionarische Tätigkeiten, vor allem in Pernambuco. Seit 1937 wird im Mutterhaus der Dienst der Ewigen Anbetung ausgeübt.
Augsburg wurde in der Nacht zum 26. Februar 1944 durch Brandbomben stark zerstört, auch das Mutterhaus und das Noviziat, sowie das Altersheim und ein Kinderheim wurden völlig vernichtet. In den Nachkriegsjahren erfolgte der Wiederaufbau.
1960 zählte die Kongregation über 1.100 Schwestern in 105 Filialen, davon 100 in Bayern, eine in Venedig und vier in Brasilien. Seit den 1960er Jahren geht die Zahl der Schwestern jedoch wie in vielen aktiven Ordensgemeinschaften zurück. 1992 wurde eine Niederlassung in der Republik Kongo gegründet, 1998 eine in Mosambik. In Deutschland sind die Schwestern in Schulen, Altenheimen, Kindertagesstätten und pastoralen Diensten tätig. Die ordenseigenen Schulen in Augsburg, Immenstadt und Nördlingen wurden in den 1990er Jahren an das Schulwerk der Diözese Augsburg übergeben.
Generaloberin der Maria-Stern-Schwestern ist die bisherige brasilianische Provinzoberin M. Solange Vidal de Lima, die beim Generalkapitel in Augsburg am 20. Juli 2023 zur Nachfolgerin von M. Sofia Salanga gewählt wurde.

## Einzelnachweis
1. ↑  Franziskanerinnen von Maria Stern wählen neue Generalleitung. Meldung bei orden.de, 2. August 2023, abgerufen am 12. August 2023.